# 合田耕平
合田 耕平（ごうだ こうへい、1936年5月19日 - ）は、日本の経営者。長谷工コーポレーション社長を務めた。

## 来歴・人物
兵庫県出身。1959年に京都大学法学部を卒業し、同年に長谷川工務店(のちの長谷工コーポレーション)に入社。1967年1月に取締役に就任し、1970年8月に常務、1972年6月に専務、1974年10月に副社長を経て、1987年8月に社長に就任。1999年5月に社長を退任。